# Al-Karak (provins)
al-Karak, även Karak, formellt Muhafazat al-Karak (arabiska: محافظة الكرك), är en av Jordaniens tolv provinser (muhafaza). Den administrativa huvudorten är al-Karak. Provinsen gränsar mot provinserna at-Tafila och Maan samt mot Israel.
Provinsen hade 204 185 invånare år 2004, på en yta av 3 217 km².

## Administrativ indelning
Provinsen är indelad i sju distrikt (liwa):
- al-Aghwar al-Janubiyya
- Ayy
- Faqu
- Qasabat al-Karak
- al-Mazar al-Janubi
- al-Qasr
- al-Qatrana